# Sidney McGill
Sidney McGill (* 1. Februar 1999) ist eine kanadische Radrennfahrerin.

## Sportlicher Werdegang
McGill stammt aus Edmonton. Als Jugendliche wurde ihr eine Erkrankung der Schilddrüse diagnostiziert, die ihr die Ausübung des Sports erschwert. Dennoch vertrat sie Kanada mehrfach im Nachwuchsbereich bei Mountainbike- und Cyclocross-Weltmeisterschaften und war zweimal kanadische U23-Meisterin im Cyclocross. In der Elite war ihr wichtigster Erfolg der Sieg bei den Panamerika-Meisterschaften im Cyclocross 2024 vor Isabella Holmgren. Ihr bestes Resultat im Weltcup war ein 5. Platz 2023 in Val di Sole. Neben ihren sportlichen Aktivitäten studiert McGill an der Queen’s University.

## Erfolge
2016/2017
 Kanadische Meisterin (U23)
2019/2020
 Panamerika-Meisterschaften (U23)
 Kanadische Meisterin (U23)
2022/2023
 Panamerika-Meisterschaften
2024/2025
 Panamerika-Meisterin